# Paris-Roubaix 1938
Paris-Roubaix din 1938 a fost a 39-a ediție a Paris-Roubaix, o cursă clasică de ciclism de o zi din Franța. Evenimentul a avut loc pe 17 aprilie 1938 și s-a desfășurat pe o distanță de 255 de kilometri de la Paris până la velodromul din Roubaix. Câștigătorul a fost Lucien Storme din Belgia.

## Rezultate
| Loc | Ciclist                 | Timp       |
| --- | ----------------------- | ---------- |
| 1   | Lucien Storme (BEL)     | 8h 13' 38" |
| 2   | Louis Hardiquest (BEL)  | +0' 00"    |
| 3   | Marcel van Houtte (BEL) | +0' 06"    |
| 4   | Émile Masson Jr. (BEL)  | +0' 23"    |
| 5   | Gérard Desmedt (BEL)    | +0' 39"    |
| 6   | René Walschot (BEL)     | +0' 39"    |
| 7   | Jean Fréchaut (FRA)     | +0' 39"    |
| 8   | Sylvain Grysolle (BEL)  | +0' 39"    |
| 9   | Albertin Disseaux (BEL) | +0' 39"    |
| 10  | Stan Lauwers (BEL)      | +0' 39"    |